# Neuseelandlachse
Die Neuseelandlachse (Retropinnidae) sind eine Familie der Stintartigen (Osmeriformes). Die 7 bis 33 Zentimeter lang werdenden Fische leben in Süßgewässern oder in Brackwasser, einige Arten auch zeitweise im Meer. Ihr Verbreitungsgebiet umfasst Neuseeland, Tasmanien, den Südosten Australiens und die Chatham-Inseln.

## Merkmale
Neuseelandlachse werden 7 bis 33 cm lang. Ihr Körper ist lachs- oder forellenartig. Sie haben Rundschuppen (Cycloidschuppen), eine Fettflosse und eine gegabelte Schwanzflosse mit 16 verzweigten Flossenstrahlen. Pflugscharbein, Gaumenbein und Basibranchiale sind bezahnt. Eine Seitenlinie auf dem Rumpf fehlt. Vor dem Anus in der Bauchmitte befindet sich ein horniger Kiel. Pylorusschläuche fehlen. Nur die linke Gonade ist vorhanden. Gefangene Neuseelandlachse riechen nach Gurke.

## Innere Systematik

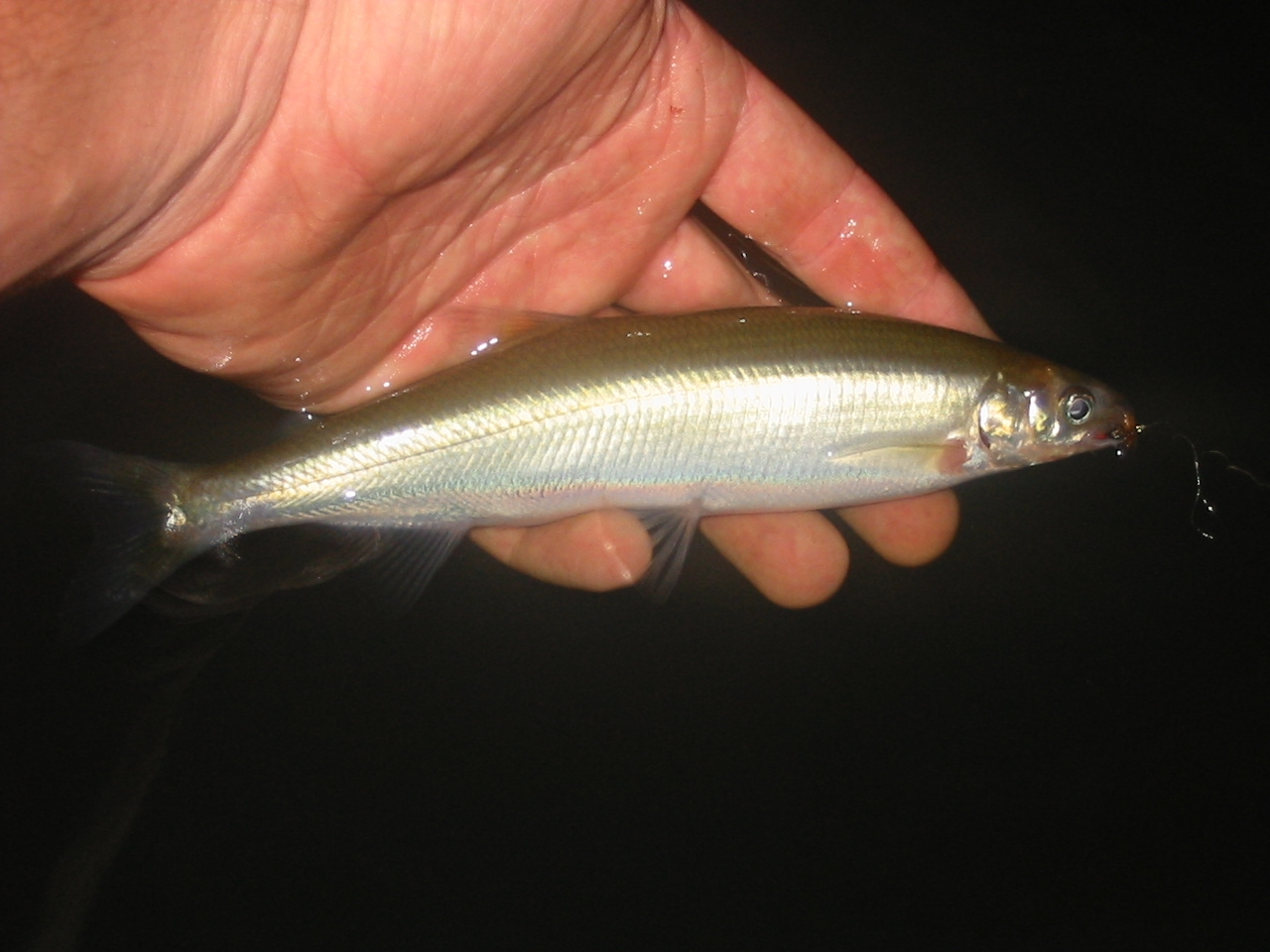
Prototroctes maraena

Es gibt zwei Unterfamilien und 3 Gattungen, die zusammen 6 Arten enthalten:

### Unterfamilie Prototroctinae
Zur Unterfamilie Prototroctinae gehört nur eine Gattung mit zwei Arten (eine davon ausgestorben). Bei ihnen befindet sich die Rückenflosse über den Bauchflossen. Die Maxillare ist zahnlos. Ein horniger Rand umgibt den Unterkiefer. Die Fische werden 22 bis 33 cm lang. Sie besitzen 62 bis 72 Wirbel. Ihre Maulspalte reicht bis unter das Auge. Männchen bekommen einen Laichausschlag auf Schuppen und Flossenstrahlen.
- Gattung Forellenhechtlinge oder Australische Äschen (Prototroctes)
  - Australischer Forellenhechtling (Prototroctes maraena) Günther, 1864
  - Neuseeländischer Forellenhechtling (Prototroctes oxyrhynchus) Günther, 1870 †

### Unterfamilie Retropinninae
Zur Unterfamilie Retropinninae gehören zwei Gattungen mit vier Arten. Ihre Rückenflosse liegt hinter den Bauchflossen, kurz vor dem Beginn der Afterflosse. Die Maxillare ist manchmal bezahnt. Die Fische werden 7 bis 10 cm lang, selten bis 15. Sie besitzen 45 bis 63 Wirbel. 
- Gattung Retropinna
  - Neuseeländischer Stint (Retropinna retropinna) (Richardson, 1848)
  - Australischer Stint (Retropinna semoni) (Weber, 1895)
  - Tasmanischer Stint (Retropinna tasmanica) McCulloch, 1920
- Gattung Stokellia
  - Stokells Stint (Stokellia anisodon) (Stokell, 1941)